# A Német-római Birodalom körzetei

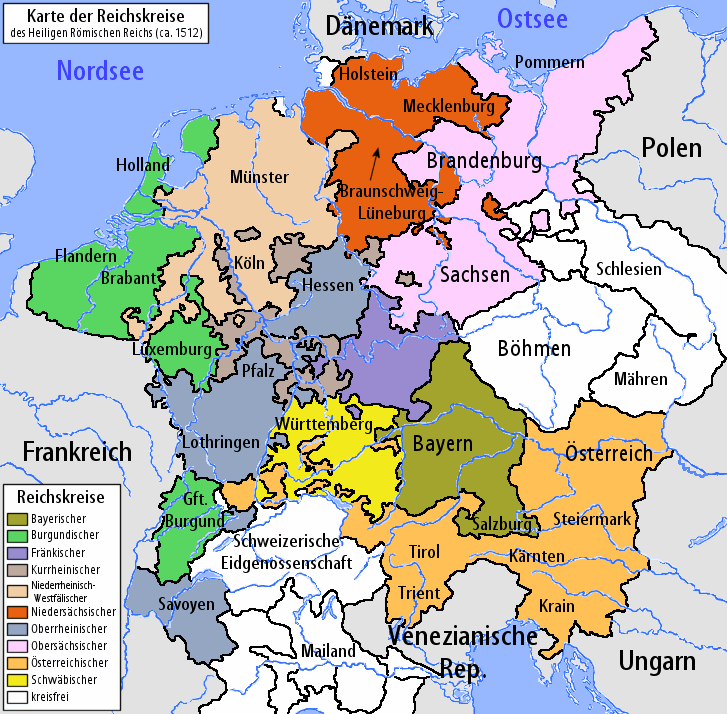
A körzetek térképe a 16. század elején, fehérrel a körzetbe nem sorolt területek.

A körzet (latinul Circulus imperii, többes számban Circuli imperii, németül Reichskreis, többes számban Reichskreise) a Német-római Birodalom először 1500-ban létrehozott alapegysége volt, amelyben több államot vontak össze a közös védekezés és a birodalmi adószedés megszervezése céljából. a körzet egyben a Birodalmi Gyűlés (Reichstag) alapegysége is volt.
Minden körzetnek volt egy saját gyűlése, a Kreistag, amelynek nem minden tagja volt automatikusan a Reichstagnak is tagja.

## Megalakulásuk lépcsői
Az első körben a birodalmi reform hat körzetet hozott létre 1500-ban. Ezek:
- Bajor körzet
- Sváb körzet
- Felső-rajnai körzet
- Alsó-rajna–vesztfáliai körzet
- Frankóniai körzet
- Alsó-szászországi körzet

1512-ben négy további körzetet alapítottak:
- Burgundiai körzet
- Ausztriai körzet
- Felső-szászországi körzet
- Rajna-vidéki körzet

Ez a tíz körzet nagyjából változatlanul fennmaradt egészen az 1790-es évekig, amikor a francia forradalom háborúi jelentős átrendeződésekhez vezettek Európa térképén.

## A körzeteken kívüli államok
Sok államot nem soroltak be egyetlen körzetbe sem. Ezek:
- A cseh korona országai (a történelmi Cseh Királyság, Morva Őrgrófság, Szilézia, Alsó-Lausitz, Felső-Lausitz)
- A Svájci Konföderáció területei, amelyek formálisan 1648-ig ugyan a Birodalomhoz tartoztak, valójában azonban kvázi függetlenek voltak
- Észak-Itália területei, amelyek szintén kvázi függetlenek voltak
- Sok apró állam, mint például Montbéliard (Mömpelgard) megye vagy Schmalkalden